# João Paulo Ismael
João Paulo Ismael (Icém, 20 de abril de 1951) é um político brasileiro
Ele é um médico cardiologista. Já foi três vezes prefeito do município de Campos do Jordão pelo PMDB, sendo o Prefeito mais bem avaliado na história da cidade. Fez importantes mudanças estruturais na cidade onde criou muitas vagas em creches, construindo escolas e postos de saúde, além de ter contribuído para o crescimento turístico do município através de políticas de desenvolvimento integrado .
João Paulo participou ativamente da construção e desenvolvimento da cidade de Campos do Jordão conseguindo conquistas importantes na área da saúde, educação e turismo, setores de grande importância para o município .
Foi presidente do CODIVAP onde atuou fortemente no desenvolvimento da região do Vale do Paraíba e Mantiqueira.
Construiu várias avenidas importantes na cidade e também a única ciclovia que corta o eixo Urbano. Foi o responsável pelas reformas importantes nos calçamentos, praças e também na infra-estrutura dos bairros periféricos da cidade .
O portal da cidade também foi construído e idealizado em sua administração .
Deixou um legado importante na política Jordanense substituindo oligarquias familiares que por muito tempo ficaram no poder da estância .